# Campañas del mar Báltico (1939-1945)
Las campañas del Mar Báltico fueron una serie de batallas navales llevadas a cabo en el mar Báltico, sus regiones costeras y el golfo de Finlandia durante la Segunda Guerra Mundial (1939-1945). La mayor parte de las acciones bélicas fueron protagonizadas por fuerzas de la Alemania nazi y Finlandia contra la Unión Soviética, aunque también participaron la marina de guerra y la flota mercante de Suecia y la marina de guerra del Reino Unido. Pese a que hubo combates en superficie, submarinos, aéreos y desembarques anfibios, la característica más significativa de las operaciones del mar Báltico fue la extensión de la guerra minera, particularmente en el golfo de Finlandia. Durante el conflicto, entre los dos bandos colocaron unas 60 000 minas submarinas y obstáculos antibarrido, haciendo del Golfo de Finlandia una de las aguas más densamente minadas del mundo.

## El "Prinz Eugen" en el Báltico
Avanzada la noche del 19 al 20 de agosto de 1944, el crucero pesado “Prinz Eugen” franqueaba el estrecho de Irbe, entre Curlandia y la isla de Oesel. Su propósito era apoyar con su artillería al ejército alemán del frente oriental. Hacía ya algún tiempo que los soviéticos habían avanzado hasta la costa con sus unidades blindadas, ocupando una franja de 30 a 40 km y aislando a la guarnición de Riga del frente de Curlandia. Los carros alemanes trataban infructuosamente de restablecer la comunicación con el puerto, pero su artillería no tenía la suficiente potencia para lograrlo. Por ello fue preciso recurrir a la Marina.
El “Prinz Eugen” avanzaba silenciosamente, con las luces apagadas, en dirección este. La navegación no se planteaba sencilla: en cualquier momento el buque podía embestir una mina, fondeada por aviones soviéticos o podía ser atacado por un submarino (si bien esa posibilidad era remota, ya que desde 1942 no había sido divisado un solo submarino soviético fuera del golfo de Finlandia, cuya salida estaba obstruida por minas). El peligro inmediato era que surgieran de repente los cazas y bombarderos soviéticos. Cuatro destructores y cinco torpederos escoltaban al “Prinz Eugen”. Desde las 3:00, el crucero se encontraba navegando con orden de batalla, ya que podía entrar en acción en cualquier momento.
Poco después, el “Prinz Eugen” entraba en el golfo de Riga. El 20 de agosto a las 7:00, los cañones del crucero lanzaban los primeros proyectiles. El oficial artillero se encontraba en comunicación telefónica constante, por la onda corta, con el avión de a bordo encargado de observar el tiro, los observadores avanzados del ejército y la vanguardia de las unidades de asalto. El objetivo era la población de Tukums, nudo de comunicaciones situado a 25 km de la costa, alrededor de la cual se había incrementado la resistencia soviética. Mientras tanto los destructores empleaban su artillería media, que prestaba apoyo a la guarnición de Riga, la cual se venía enfrentando con los carros blindados soviéticos. La acción de los buques sorprendió a los soviéticos, los cuales ni siquiera efectuaron un contraataque aéreo. Al caer la tarde, el centro de resistencia había sido aplastado. Habiendo logrado el objetivo, la presencia del “Prinz Eugen” ya no era necesaria y procedió a retirarse debido a que representaba un blanco vulnerable, zarpando hacia Gotenhafen (actualmente en polaco Gdynia).
Este éxito se presenta después de dos años de inacción, ya que el “Prinz Eugen” no había intervenido activamente en la guerra, exceptuando un ataque aéreo. Las naves alemanas del Báltico se usaban para entrenamiento de oficiales y tripulaciones, sobre todo de submarinos, cuyos efectivos aumentaban constantemente. La “flota de entrenamiento” había crecido sensiblemente desde que Hitler decidiera poner fuera de servicio los grandes buques de la flota alemana. El Alto Mando logró salvar de la destrucción a varios de dichos buques con el pretexto de transformarlos en buques–escuela.

## La flota de entrenamiento alemana
La flota de entrenamiento alemana constaba de varios buques: los viejos acorazados “Schlesien” y “Schleswig Holstein”, los cruceros pesados “Admiral Scheer”, “Lützow” y “Prinz Eugen”, los cruceros ligeros “Nürnberg”, “Leipzig”, “Köln” y “Emden”, así como otros navíos de diversos tipos, entre los que figuraban tres buques escuela veleros. Los buques de esta escuadra no salían más que para efectuar algunas raras operaciones en Noruega.
Los oficiales y las tripulaciones de estos buques, que en conjunto representaban una fuerza apreciable, se sentían amargados ante esta “degradación”. La vida en sus fondeaderos era casi como la de tiempos de paz, mientras que la guerra proseguía en casi toda Europa. Pero el Alto Mando apreciaba también la importancia del entrenamiento y no varió los cometidos de la flota del Báltico durante todo 1943 y 1944. Pero en 1944, los alemanes se dieron cuenta de lo peligrosos que eran ya los soviéticos en el Báltico. El éxito conseguido por el “Prinz Eugen” en Riga permitió a los ejércitos alemanes pelear dando la espalda al mar y protegidos por la artillería de sus buques. Entonces, el Alto Mando Naval conformó un grupo de combate con los navíos más potentes de la flota de entrenamiento, a los que se les asignó una nueva misión: apoyar al ejército alemán. Esta misión debía servir para contener y, si fuera posible, detener el avance constante de las tropas soviéticas. Luego servirían como transporte de miles de hombres, mujeres y niños que huían del Ejército Rojo.
La intervención de los grandes cañones de la flota alemana impidió, entre el 10 y el 23 de octubre, que Memel (Klaipeda) fuese anegado con sus defensores, habitantes y refugiados. Los grandes buques se relevaban a este efecto. Sin embargo, el 15 de octubre, al regresar a Gotenhafen (Gdynia) para abastecerse de municiones, un incidente imprevisto averió al “Prinz Eugen”.

## Abordaje del "Leipzig" por el "Prinz Eugen"
El crucero “Leipzig” salió del puerto el 15 de octubre a la caída de la noche. Después de más de seis meses, se le asignó la misión de embarcar 200 minas en Swinemünde. El “Leipzig” dobló la península de Hela para dirigirse a alta mar. A las 19:50, la sala de máquinas recibió la orden de acoplar turbinas a las hélices, sustituyendo los motores diésel; el crucero debía detenerse para esta maniobra. La visibilidad no sobrepasaba los 50 m. En previsión de ataques aéreos, el “Leipzig” apagó sus luces, marchando lentamente a la deriva. A las 20:04, repentinamente, un formidable golpe conmovió al buque. El “Prinz Eugen”, que también navegaba sin luces, había abordado accidentalmente al “Leipzig” con su proa por babor. El “Prinz Eugen” se dio cuenta de la presencia de una embarcación demasiado cerca y, a pesar de que dio marcha atrás, estaba demasiado cerca como para que la maniobra resultase.
En la colisión, el “Prinz Eugen” introdujo su esbelta proa hasta la quilla del “Leipzig” por la banda de babor, entre el puente y la chimenea. Las armaduras de las piezas de la D.C.A. resultaron destrozadas. La cámara 2 quedó llena de vapor que escapaba de las calderas, inundándose totalmente en 20 s; minutos antes, cien cadetes habían salido de la cámara 2 para el relevo de las 20:00.
Por su parte, la proa del “Prinz Eugen” quedó totalmente destrozada y enganchada a babor del “Leipzig”. Así engarzados, marcharon a la deriva durante catorce horas en una zona peligrosa en donde operan aviones y submarinos soviéticos. Al llamado de la radio de las naves siniestradas, remolcaldores y buques auxiliares acuden a la zona. Dos de ellos empezaron a bombear ininterrumpidamente, mediante 16 mangas, el agua que subía por la proa del “Prinz Eugen”. Las embarcaciones auxiliares embarcaron a la tripulación del “Leipzig”, quedando solamente el equipo indispensable para tratar de separar los buques.
A las 10:00, catorce horas después del abordaje, las máquinas del “Prinz Eugen” dieron marcha atrás con toda la potencia de sus 133.000 CV, mientras los remolcadores sujetaban al “Leipzig”. Finalmente la roda del “Prinz Eugen” se retiró lentamente de la brecha abierta. Los buques se separaron y los dos flotaban.
El “Prinz Eugen” recaló en Gotenhafen (Gdynia) por sus propios medios; el “Leipzig” tuvo que ser remolcado. Quince días después del abordaje, el “Prinz Eugen” estaba nuevamente disponible. Por su parte, el “Leipzig” recibió reparaciones provisionales que le permitieran efectuar misiones contra el enemigo. Tras el fin de la guerra, fue hundido por los británicos en el mar del Norte, llevando a bordo un cargamento de obuses de gas.

## La destrucción de los grandes navíos alemanes
El 18 de noviembre de 1944, después de una preparación artillera que había durado horas, los soviéticos se lanzaron al asalto de la península de Sworbe, que avanzaba en el mar en la extremidad meridional de Oesel. Las tropas alemanas estaban cercadas y era imposible enviar refuerzos. La península estaba condenada, pero era deseable, por lo menos, sacar de allí las tropas y su material más valioso. Para ello era preciso contener el asalto soviético. El almirante Thiele acudió con el “Prinz Eugen” y el “Lützow”. Tras la llegada, su artillería actuó con precisión. Los buques agotaron las municiones luego de 36 h, siendo relevados por el “Admiral Scheer” y el “Admiral Hipper”. Ante la cuantía de los daños, los soviéticos deciden destruir los buques alemanes.
Para ello hicieron intervenir escuadras enteras de aviones torpederos contra los buques alemanes, los cuales lograron evadirlas sin daños. Sin embargo, los soviéticos se esforzaron en impedir que los alemanes evacuaran la península, utilizando lanchas cañoneras y buques ligeros. El ataque naval soviético fue infructuoso, ya que las embarcaciones de la 9.ª División de Protección alemana ofrecieron una encarnizada resistencia, mientras los soldados y la mayor parte de su material eran embarcados en gabarras y transportados a Curlandia. Las divisiones soviéticas irrumpieron el 25 de noviembre por la mañana en la parte meridional de la península, encontrando solamente dos buques naufragados y destruidos.
En diciembre de 1944, la flota alemana del Báltico sufrió la pérdida del viejo acorazado “Schleswig Holstein”, hundido por una bomba cerca de Gotenhafen (Gdynia). A partir de 1945, los cruceros pesados intervinieron activamente en la guerra terrestre. La primera misión de envergadura sería tratar de salvar a la guarnición de Memel (Klaipeda), que pretendía alcanzar Samland por Kurische Nehrung, mientras que los soviéticos intentaban cerrarles la retirada llegando al mar por Cranz. La artillería de los buques logró contener a los soviéticos y mantener abierto el corredor de Cranz. Millares de fugitivos y soldados pudieron así franquear cada día este corredor para llegar a Samland, todavía en poder de los alemanes. El pequeño puerto de Pillau se vio repentinamente repleto de refugiados. Entretanto, el Ejército Rojo completaba el cerco a la ciudad, avanzando hasta Frisches Haff y cortando así toda comunicación con Königsberg.
Los cruceros pesados “Lützow” y “Admiral Scheer” atacaron las líneas soviéticas, ayudando a que las tropas alemanas de tierra lograsen restablecer las comunicaciones con Königsberg durante unos días. Nuevas oleadas de fugitivos llenaban el puerto de Pillau. Por el telémetro del “Admiral Scheer” podían verse las largas columnas, avanzando por el Haff helado, en tanto que los soviéticos usaban la artillería contra ellos. Las municiones y el combustible escaseaban en el lado alemán. Los buques no podían intervenir más que en los casos desesperados. A principios de febrero, los cañones de los buques seguían apoyando al ejército, que se veía lentamente rechazado sobre Elbing, Tolkemit y Brauenburg. Los cañones de 280 mm del “Admiral Scheer” llegan hasta 35 km. No obstante, debido al estado de su artillería se ve obligado a dirigirse a Kiel para cambiar las cañas. Zarpó de Gotenhafen (Gdynia) a principios de marzo transportando 800 refugiados y 200 heridos, además de la guarnición de ese puerto.
Sin embargo, los británicos habían establecido una estrecha vigilancia sobre Kiel, que inmediatamente observa la llegada del acorazado de bolsillo, el cual se vio inmediatamente sometido a bombardeos británicos día y noche. A las 22:00 del 9 de abril se inició un nuevo bombardeo británico sobre el “Admiral Scheer”. Las bombas no tocan el crucero durante veinte minutos, hasta que un racimo de bombas cayó tan cerca de su casco que la borda resultó arrancada. El crucero comenzó a inclinarse sobre esa banda y en contados minutos se hundió. La mayoría de la tripulación se encontraba en tierra, en los refugios, y los pocos que se hallaban a bordo - incluido su comandante - lograron salvarse. Se contabilizaron 32 bajas. El “Admiral Scheer”, hasta entonces el buque más grande de la marina alemana, desapareció. En la posguerra, la dársena en que se encontraban los restos del “Admiral Scheer” fue rellenada con escombros. En la actualidad está abierta a la circulación.
El “Admiral Hipper”, fondeado en Kiel, resultó también gravemente averiado, por lo que la flota a disposición del almirante Thiele quedó reducida al “Lützow” y el “Prinz Eugen”. A partir del 23 de marzo de ese año, la flota se concentró en la defensa de Danzig y la próxima base naval de Gdynia (renombrada por los alemanes Gotenhafen), bajo un cerco cada vez más próximo de las tropas soviéticas. El enclave aún en poder de los alemanes se encontraba atestado con una muchedumbre de refugiados, soldados y heridos. Además de utilizar su artillería contra los asediadores, la flota alemana, bajo los constantes ataques de la aviación soviética, se dedicaba al transporte de refugiados hacia el territorio del Reich. En la noche de 7 al 8 de abril, sacaron a un total de 30 000 personas de Gdynia. Finalmente, el “Lützow” partió hacia el oeste y fondeó en el canal Kaiserfahrt ante Swinemünde (actual Świnoujście).

## Ataque y destrucción del "Lützow"
Poco después de las 17:00 del 16 de abril, el “Lützow” sufrió un ataque aéreo británico. La escuadrilla británica estaba integrada por aviones Lancaster, que utilizaban bombas de 6 t, semejantes a las que habían hundido al “Tirpitz” en noviembre de 1944. El “Lützow” fue alcanzado, comenzando el buque a inclinarse pronunciadamente sobre babor. En unos minutos más, la inclinación se hizo muy fuerte y la proa sobresalía del agua, en tanto que la popa quedó sensiblemente hundida y hasta cubierta de agua en algunas de sus partes. Tras la primera oleada hubo una segunda, que origina que el “Lützow” quede varado en el fondo marino en las aguas poco profundas del Kaiserfahrt, tendido sobre la banda de babor. El saldo del ataque, aparte del hundimiento del “Lützow”, fue de 20 muertos y 20 heridos.
A pesar de encontrarse varado, los alemanes no dieron por perdido el buque. Tras once días de trabajo, un buque bomba había logrado nivelar la nave, lo que permite salvar las dinamos. También se consigue que una torre de proa de 280 mm y la artillería secundaria estén en condiciones de disparar de nuevo. Al amanecer del 28 de abril, las baterías del “Lützow” semihundido comenzaron a disparar contra los soviéticos, cuyas tropas habían sobrepasado Pasewalk a las 4:00 de ese día. El 3 de mayo, los alemanes descubrieron 3000 proyectiles de 150 mm en un parque de municiones cercano, que se apresuraron a disparar sobre los soviéticos.
Sin embargo, el ataque soviético era imparable, y se tomó la decisión de destruir lo que quedaba del barco, utilizando los proyectiles remanentes. Un tripulante lo describió así:

“Llegada la noche, cuando oíamos los disparos de las ametralladoras al este de Caseburg, comprendíamos que los soviéticos llegarían antes del amanecer del día siguiente. Recogimos el pabellón. Nos hallábamos presentes el segundo, un contramaestre y yo. Ese fue el último homenaje a la bandera a bordo del Lützow. A las veintidós horas y quince minutos fue dada la orden de colocar las cargas para destruir el buque.

En cada pieza se aloja un obús invertido. La torre Bruno se llena de proyectiles y cartuchos de 150, así como otro material importante. Los cables de todos los mecanismos detonadores convergen a estribor. Hacia la medianoche el resto de la tripulación embarca en un pequeño buque, cuyas máquinas son inmediatamente puestas en marcha.
¿Está todo listo?, pregunta el segundo. Entonces, diríjanse hacia alta mar: enciendo.
Salta a bordo y nos alejamos. Nuestras miradas no se apartan de la popa, por donde la silueta de nuestro crucero ha desaparecido absorbida por la noche. Apenas hemos navegado una milla. Son exactamente las 0.12 del 4 de mayo de 1945, cuando desde babor y estribor del Lützow ascienden varias columnas de llamas disipando las tinieblas en una gran distancia. Pero ¿y la torre Bruno? Nos imaginábamos ya que se había producido algún fallo, cuando bruscamente surgió una llamarada gigante en línea recta hacia el cielo. Casi inmediatamente quedamos ensordecidos por una espantosa explosión y sentimos pasar claramente la onda expansiva. Nuestra misión estaba cumplida: aquellos cañones no volverían a tirar nunca más".
Testimonio de un tripulante del "Lutzow"#GGC11C